# Каграманян, Игорь Николаевич
Игорь Николаевич Каграманян (род. 30 апреля 1962, пос. Барятино, Калужская область) — российский врач и политик, член Совета Федерации (2017—2020). Директор департамента здравоохранения Правительства Российской Федерации (с 2021).

## Биография

### Образование
В 1986 году окончил Ярославский государственный медицинский институт по специальности «врач», в 2000 году получил высшее юридическое образование в Ярославском государственном университете имени П. Г. Демидова. Кандидат экономических наук.

### Профессиональная карьера
В 1986 году начал работать психиатром в Ярославской областной клинической психиатрической больнице, продвинувшись по служебной лестнице до заведующего отделением. С 1991 года работал лаборантом в Ярославском государственном медицинском институте, в 1992 году стал ассистентом на кафедре психиатрии. В 1994 году назначен проректором института (именно в этом году тот был реорганизован в академию) по административно-хозяйственным, а позднее — по социально-экономическим вопросам. Одновременно с 2001 года являлся доцентом кафедры общественного здоровья и организации здравоохранения Ярославской государственной медицинской академии.
В 2007 году назначен первым заместителем директора Департамента здравоохранения и фармации Ярославской области, а позднее — директором департамента.
18 июня 2012 года распоряжением Правительства Российской Федерации № 1007-р назначен заместителем министра здравоохранения Российской Федерации Вероники Скворцовой.
Распоряжением Правительства Российской Федерации № 1255-р от 10 июля 2014 года назначен первым заместителем министра здравоохранения.
Действительный государственный советник первого класса (с 2021 года).

### В Совете Федерации
19 сентября 2017 года новый губернатор Ярославской области Дмитрий Миронов своим указом назначил Игоря Каграманяна членом Совета Федерации и тем самым сменил в этой должности Виктора Рогоцкого (указ вступил в силу 20 сентября).
С сентября 2017 по июнь 2020 года являлся первым заместителем председателя Комитета СФ по социальной политике.

### Возвращение в правительство
30 мая 2020 года вновь занял должность первого заместителя министра здравоохранения России, в связи с чем 17 июня 2020 года Совет Федерации досрочно прекратил его сенаторские полномочия.
15 января 2021 года назначен директором Департамента здравоохранения Правительства Российской Федерации, созданного 12 января 2021 года распоряжением премьер-министра Мишустина о разделении прежнего Департамента здравоохранения и социального развития.

## Государственные награды
- Медаль ордена «За заслуги перед Отечеством» II степени (2005) — за большой вклад в развитие здравоохранения, медицинской науки и многолетнюю добросовестную работу[12]
- Орден Дружбы (2014) — За большой вклад в подготовку и проведение XXVII Всемирной летней универсиады 2013 года в городе Казани[13]
- Орден Почёта (2014)
- Медаль ордена «За заслуги перед Отечеством» I степени (2016)